# Gingivalna cista dece
Gingivalna cista dece Epštajnove perle ili Bohnov čvorić je mala cistična tvorevina odontogenog porekla koje predstavljaju ostatke epitelnog tkiva. Poznate su i kao ciste dentalnih lamina. Mogu biti solitarne ili multiple. Ne izazivaju nikakve simptome. Spontano nestaju s vremenom kada dete počinje jesti konzistentniju hranu i ne ostavljaju nikakav trag na koštanome tkivu vilice.

## Istorija
Ove ciste prvi je opisao Epštajn 1880. godine, kao male multipne ciste, ispunjene keratinom, beličaste ili žućkaste boje, lpkalizovne na mestima budućeg rasta zuba na alveolarnoj sluzokoži. Njemu u čat gingivalne ciste dece nazvane su Epštajnove perle.

## Etiopatogeneza
Nastaju prilikom spajanja maksilarnih nastavaka, od ostataka zubne lamine u obliku beličaste kuglaste izbočine veličine 1–3 mm. Lokalizovane su uzduž srednje linije tvrdog nepca i pojavljuju se u 80% novorođenčadi.

## Terapija
Ne zahtevaju nikakav tertman jer najčešće spontano nestaju.

## Spoljašnje veze
- Gingival cyst (newborn, adult) at PathologyOutlines.com (језик: енглески)
- Gingival cyst of the adult at the Bauer Dentistry and Orthodontics (језик: енглески)
- Gingival Cyst of Adult and Newborn at JuniorDentist.com (језик: енглески)

|  | Molimo Vas, obratite pažnju na važno upozorenje u vezi sa temama iz oblasti medicine (zdravlja). |